# Soyuz 33
Soyuz 33 foi uma missão do programa espacial soviético Intercosmos à estação orbital Salyut 6, que levou ao espaço o primeiro cosmonauta búlgaro e durou apenas dois dias, devido a problemas no sistema de acoplagem da nave com a estação.

## Tripulação
| Posição                | Cosmonauta            |
| ---------------------- | --------------------- |
| Comandante             | Nikolai Rukavishnikov |
| Cosmonauta pesquisador | Georgi Ivanov         |

## Parâmetros da mssão
- Massa: 6 860 kg
- Perigeu: 198,6 km
- Apogeu: 279,2 km
- Inclinação: 51,63°
- Período: 88,99 minutos

## Pontos altos da missão
- Falhou ao acoplar na Salyut 6 devido a falha no motor principal.
- Aceleração na reentrada de 10 G (98 m/s²).

## Descrição da missão
Falhou na tentativa da acoplar na Salyut 6. Disparou seu motor principal enquanto se aproximava a cerca de 4 km da estação. O processo de queima, o sexto do voo, deveria ter durado 6 segundos, porém o motor desligou-se após 3 segundos. O sistema de acoplamento Igla também se fechou. O grupo Proton a bordo da Salyut 6 relatou chamas sendo disparadas pelos lados do motor principal, através do motor reserva, no momento em que o motor parou.
A acoplagem foi cancelada e a Saturn preparada para retornar para a Terra. O motor reserva disparou, porém não desligou ao fim da queima planejada de 188 segundos. Rukavishnikov, incerto se o motor operava com a propulsão correta, determinou que ia deixar que ele queimasse por 25 segundos adicionais antes de desligá-lo manualmente. Como resultado, a Soyuz 33 realizou uma trajetória balística íngreme com uma aceleração de cerca de 10G (98 m/s²). Devido ao fato do módulo de serviço ter sido descartado após a queima para saída de órbita, o exame do motor defeituoso não era possível. O grupo da Soyuz 33 teria que trocar sua nave pela Soyuz 32.